# Crassula morrumbalensis
Crassula morrumbalensis är en fetbladsväxtart som beskrevs av R. Batarda Fernandes. Crassula morrumbalensis ingår i släktet krassulor, och familjen fetbladsväxter. Inga underarter finns listade i Catalogue of Life.